# Artalens-Souin
Artalens-Souin är en kommun i departementet Hautes-Pyrénées i regionen Occitanien i sydvästra Frankrike. Kommunen ligger i kantonen Argelès-Gazost som tillhör arrondissementet Argelès-Gazost. År 2022 hade Artalens-Souin 135 invånare.

## Befolkningsutveckling
Antalet invånare i kommunen Artalens-Souin
| Referens: INSEE |